# 종교적 서약
종교적 서약(religious vows)은 종교 공동체의 구성원이 자신의 행위, 관행 및 견해와 관련하여 행하는 공개 서약이다.
불교 전통, 특히 대승불교, 밀교 (불교) 전통에서는 수행의 길을 따라 진행되면서 평신도 공동체뿐만 아니라 승려 공동체에서도 다양한 종류의 종교적 서약을 한다. 모든 불교 종파의 수도원 전통에서 율장은 정식으로 성품을 받은 비구니와 승려들의 서약을 설명한다.
기독교 전통에서 이러한 공개 서약은 가톨릭 교회, 루터교 교회, 영국 성공회, 동방 정교회의 종교인(수도자 및 은수자)에 의해 이루어지며, 이를 통해 그들은 가난, 순결, 순결, 순종 또는 베네딕토회와 동등한 것에 대한 복음적 권고를 공적으로 고백함을 확인한다. 서약은 특정 형태의 종교 생활에서 성령 (기독교)의 활동 아래 예수 그리스도를 더욱 밀접히 따르라는 하나님의 부르심에 대한 개인의 자유로운 응답으로 간주된다. 자신이 한 서약에 따라 신앙생활을 하는 사람을 보타리(votary) 또는 보타리스트(votarist)라고 한다. 종교적 서약은 공개 서약으로서 교회법에 구속력을 갖는다. 그 결과 중 하나는 결혼을 한 사람이 결혼할 자유를 상실한다는 것이다. 가톨릭 교회에서는 봉헌 생활에 참여함으로써 교계의 구성원이 되는 것이 아니라, 성직자도 평신도도 아닌 봉헌된 상태의 구성원이 된다. 그럼에도 불구하고 수도회 구성원과 성회에 속한 은수자들은 교계의 구성원이다.